# Mașloc
Mașloc (in ungherese Máslak, in tedesco Blumenthal) è un comune della Romania di 2207 abitanti, ubicato nel distretto di Timiș, nella regione storica del Banato. 
Il comune è formato dall'unione di 3 villaggi: Alioș, Mașloc, Remetea Mică.
Nel 2004 si è staccato da Mașloc il villaggio di Fibiș, andato a formare un comune autonomo.